# Katholieke Kerk in Afghanistan

Afghanistan

De Katholieke Kerk in Afghanistan bestaat uit een missiegebied sui iuris. Het aantal gelovigen is klein en nagenoeg onbekend. De missie wordt geleid vanuit Kaboel door Mgr. Giuseppe Moretti CRSP, een Italiaans priester uit de orde van de Barnabieten (Congregatio Clericorum Regularium S. Pauli, Barnabitarum) met medewerking van vier zusters. Sinds 16 mei 2002 is de missie verheven tot missio sui juris. Deze status is vergelijkbaar met die van een diocees zonder bisschop. Sinds 2004 zijn de zusters van Moeder Theresa werkzaam in Kaboel.
De kapel in de Italiaanse ambassade is het enige katholieke kerkgebouw in Afghanistan.